# Hudson Heights (Manhattan)
Hudson Heights es un barrio localizado en la Ciudad de Nueva York en el borough de Manhattan, localizado dentro de un gran barrio llamado Washington Heights.

## Historia
Sus inicios datan desde principios del siglo XX, cuando era conocido como Fort Tryon. En las últimas décadas, artistas, familias y jóvenes profesionales se mudaron a esta área, cambiándola. La gentrificación y las nuevas urbanizaciones han hecho del barrio que sea más diverso a lo que fue en los años 1990. Además, el crimen ha disminuido considerablemente.
La historia de Hudson Heights también incluye una revolucionara batalla, el Fort Tryon Park y una filial del Museo de Arte Metropolitano. Limita al norte con Inwood, al oeste con el Río Hudson, al este por Broadway y al sur, y también, al oeste con la Calle 181 o J Hood Wright Park en la Calle 173. El punto más alto en esta zona de Manhattan, es de 265 pies (80,8 m), 5 pulgadas, en Bennett Park.

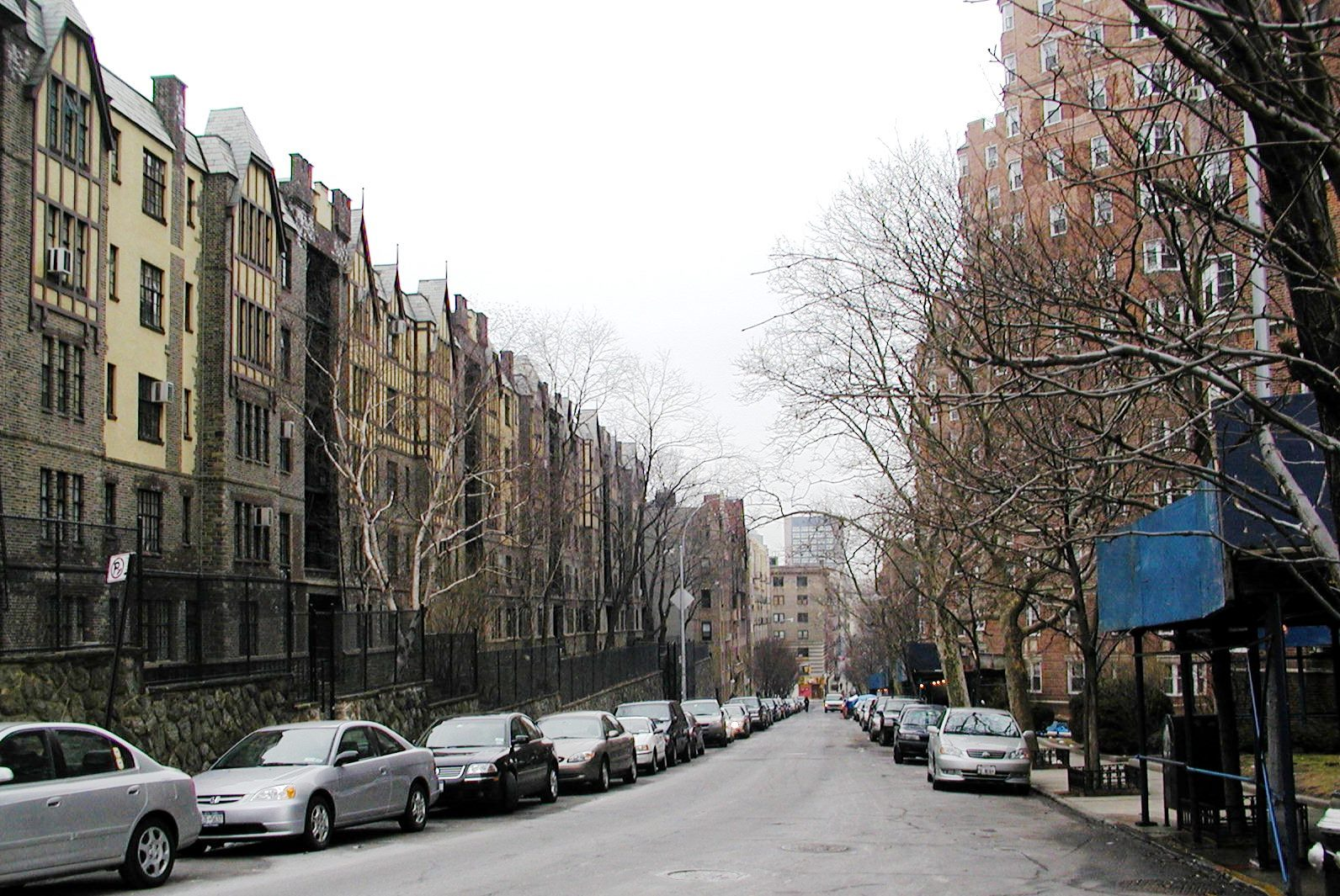
Viviendas corporativas en Cabrini Boulevard. Castle Village en la derecha. Hudson View Gardens en la izquierda.
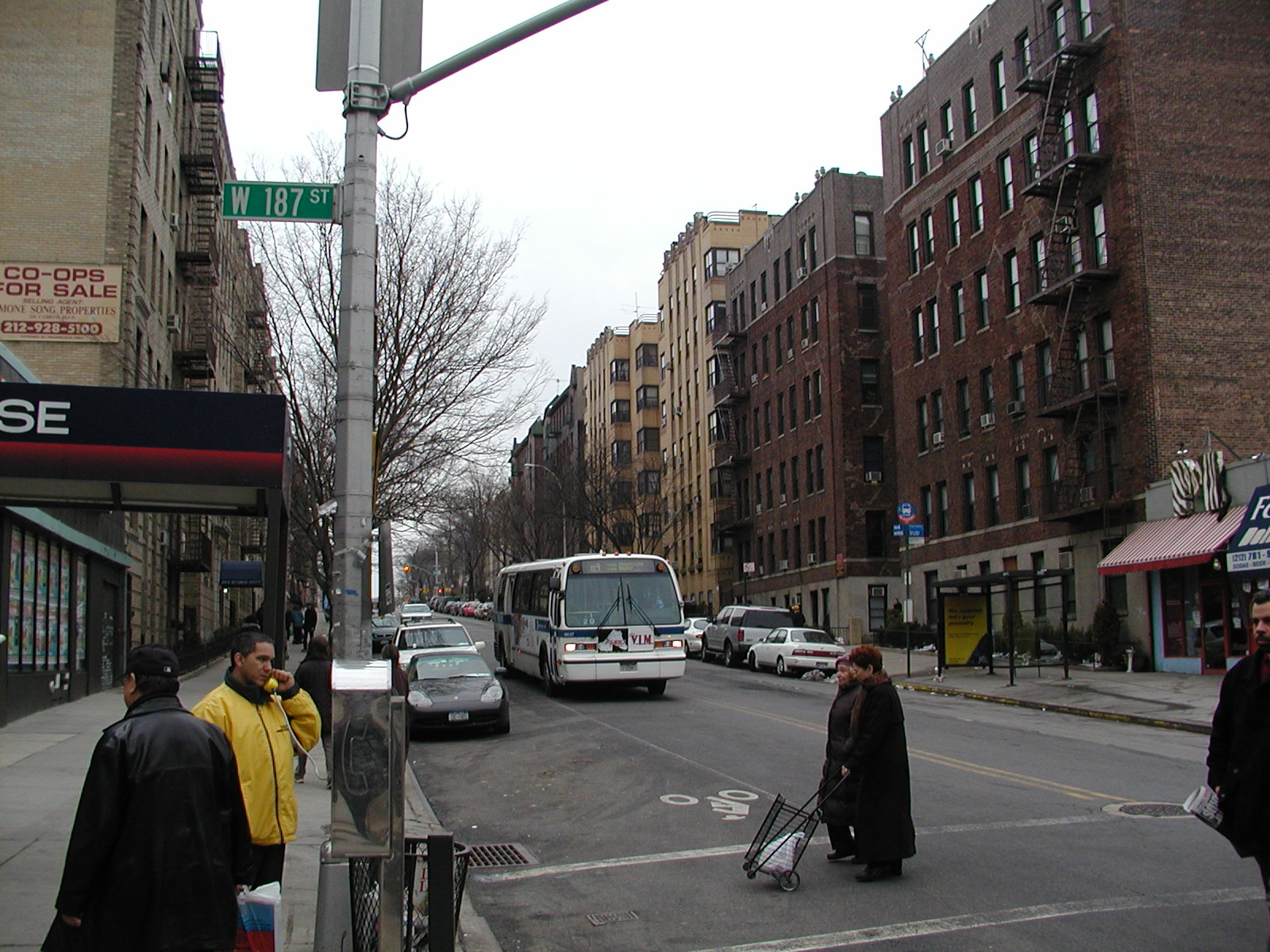
Avenida Fort Washington
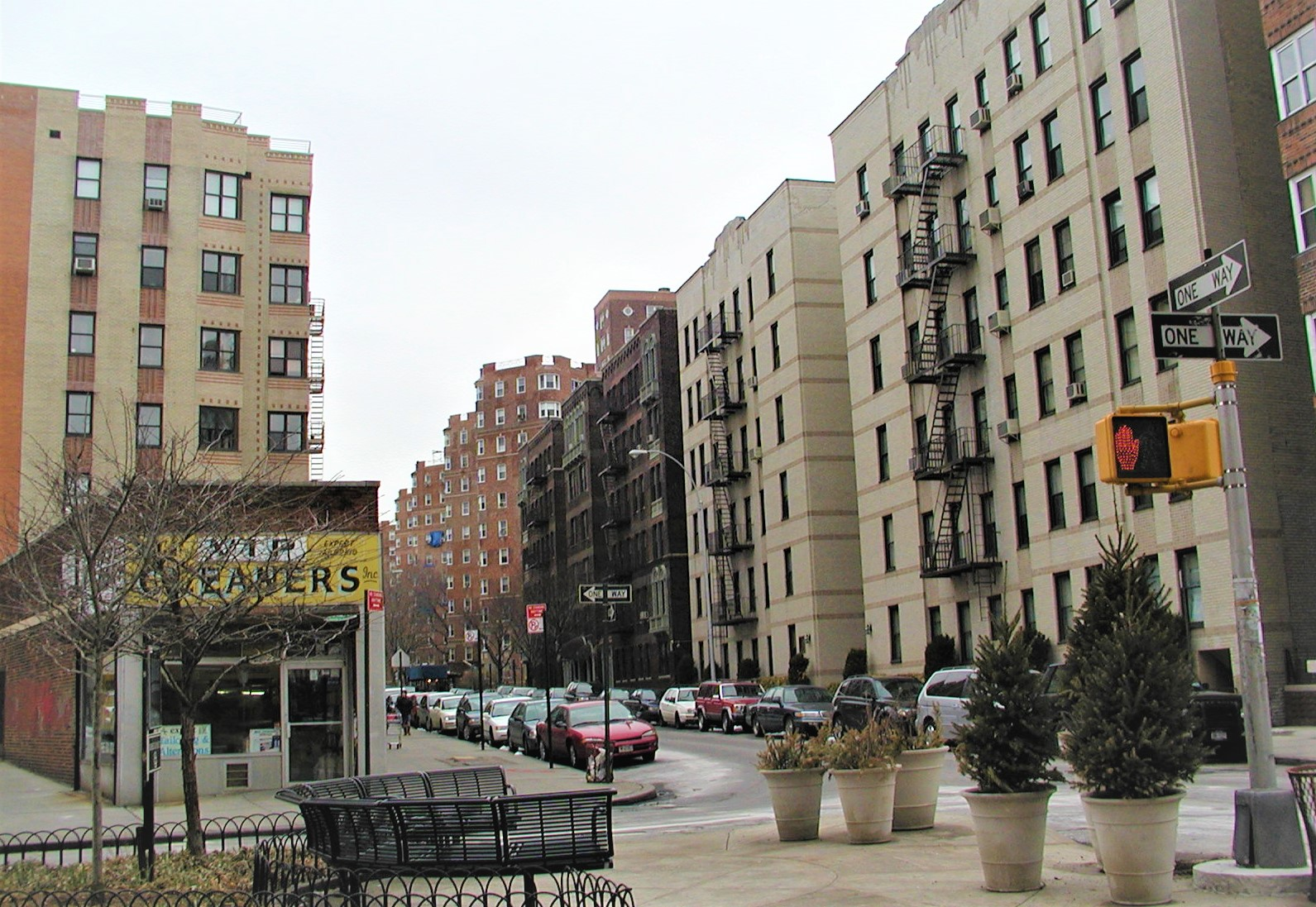
Cabrini Boulevard
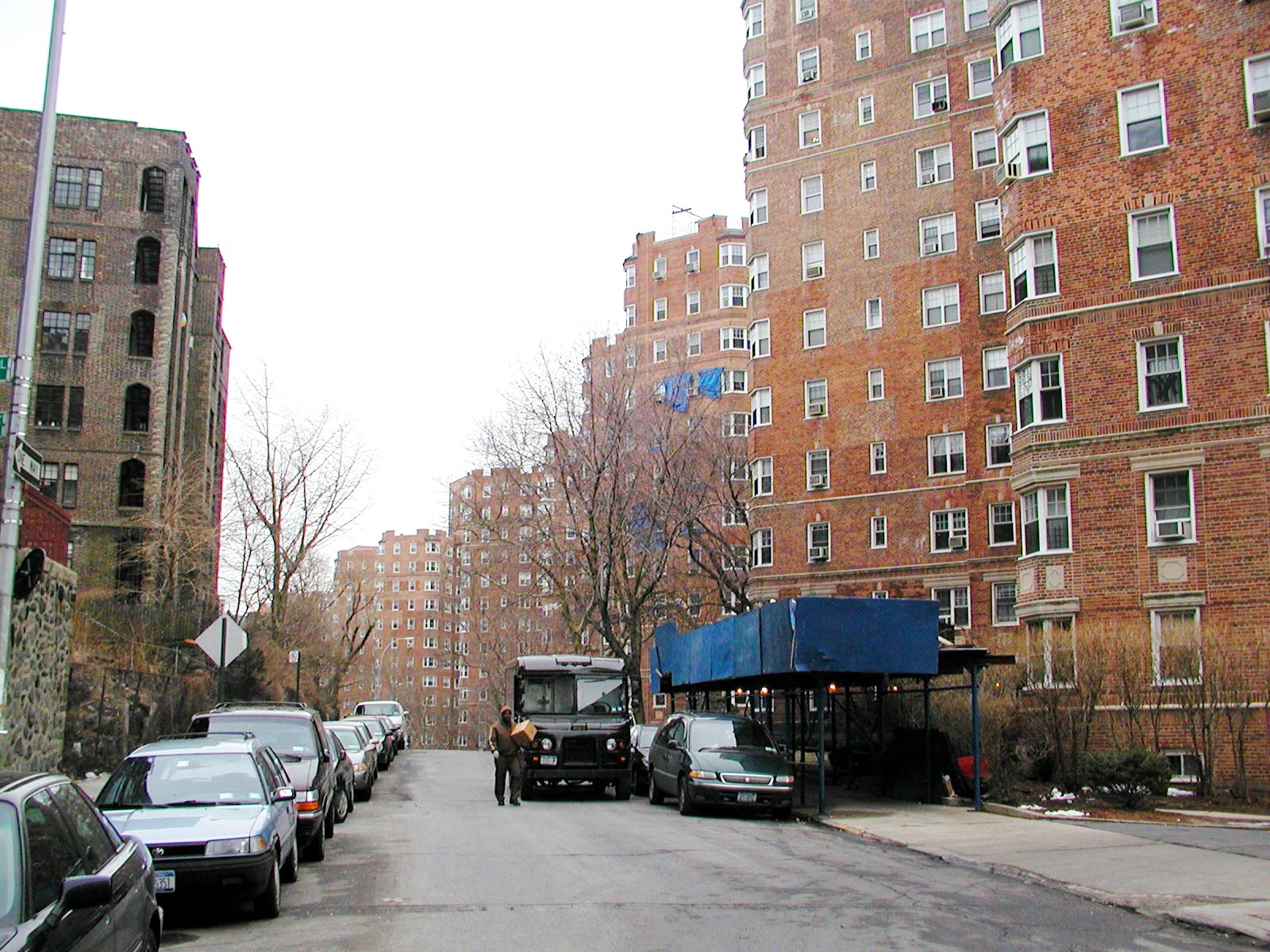
Castle Village
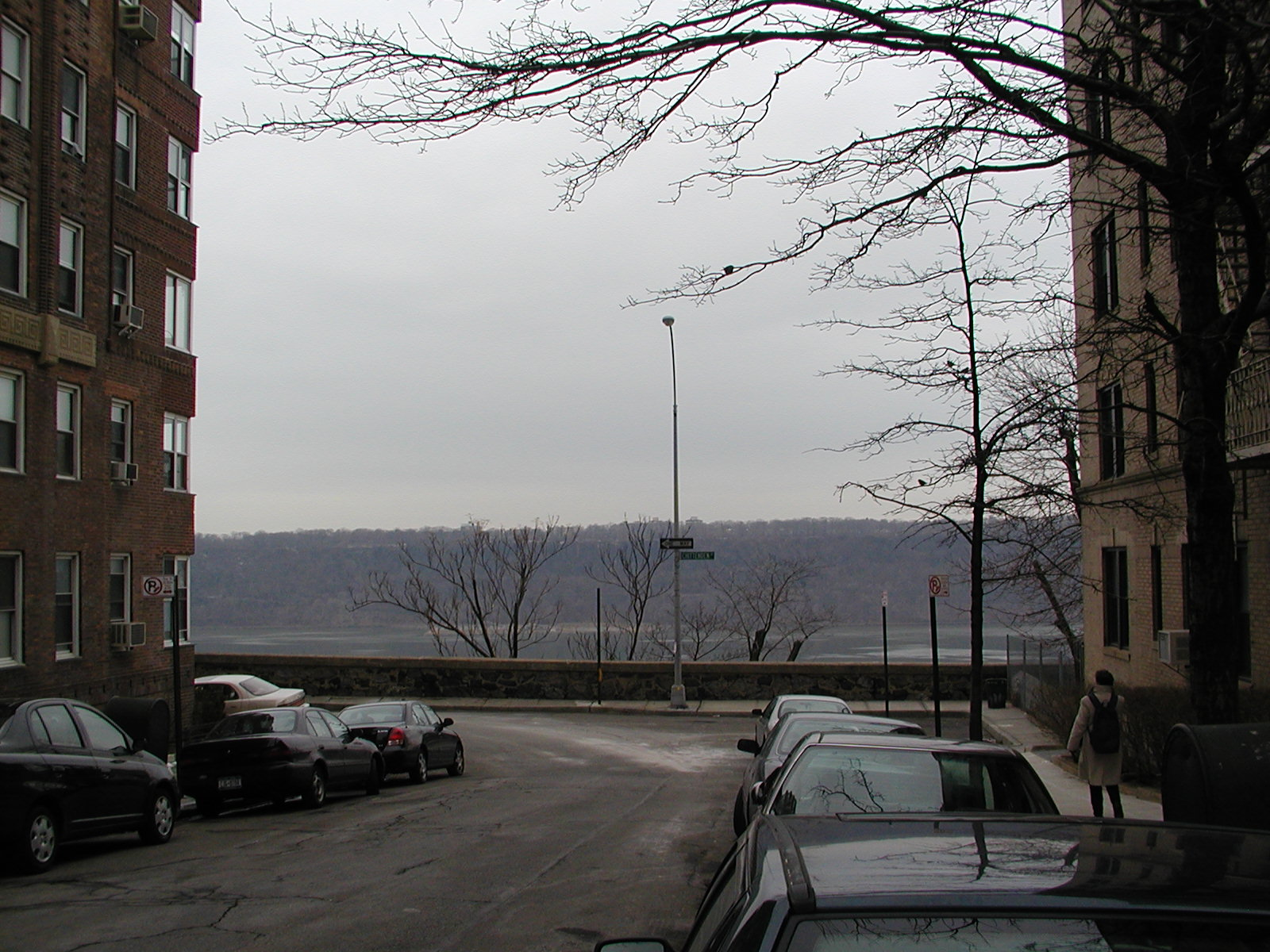
El Río Hudson  visto desde la Calle 187
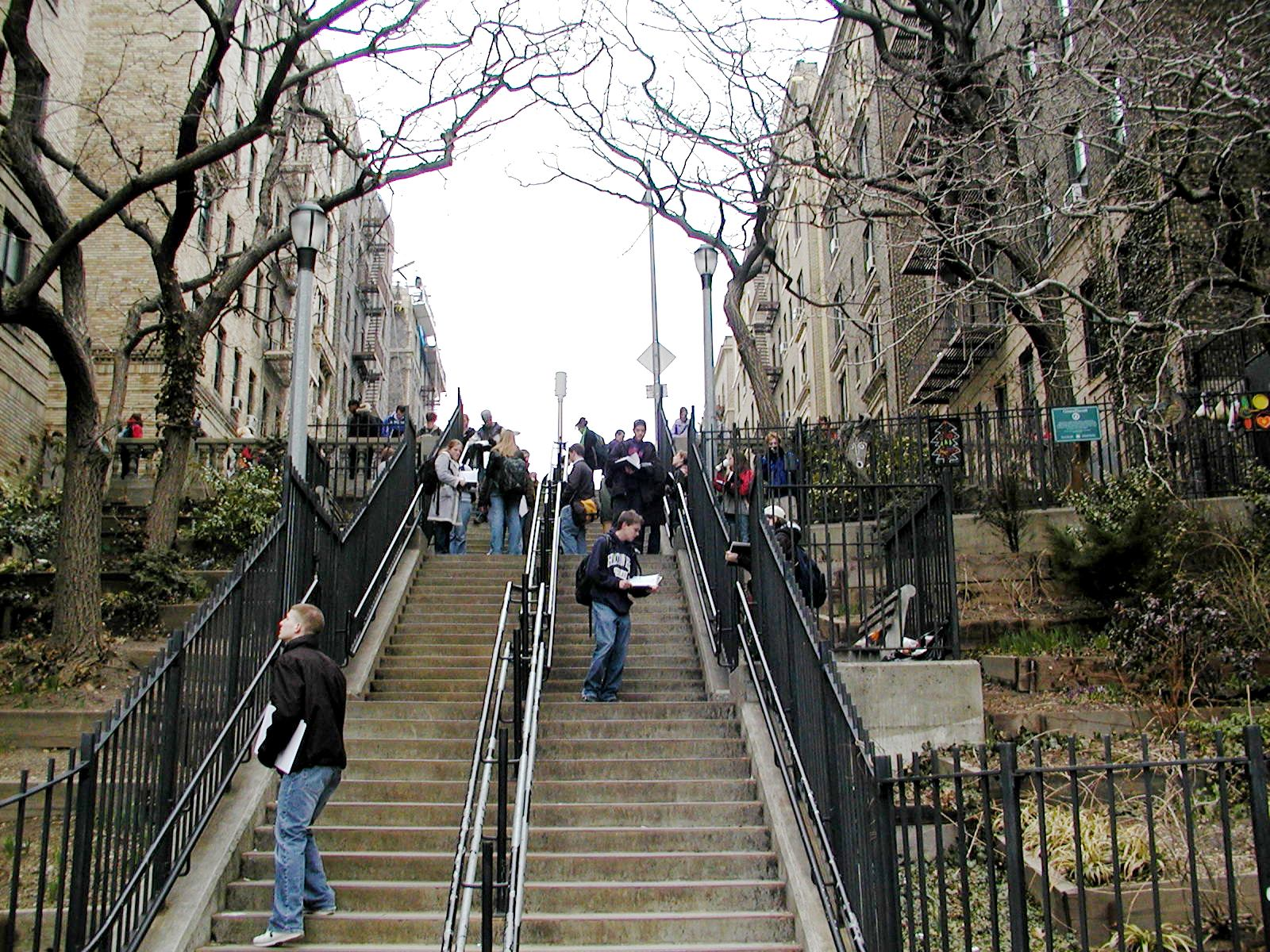
Escaleras en la Avenida Pinehurst
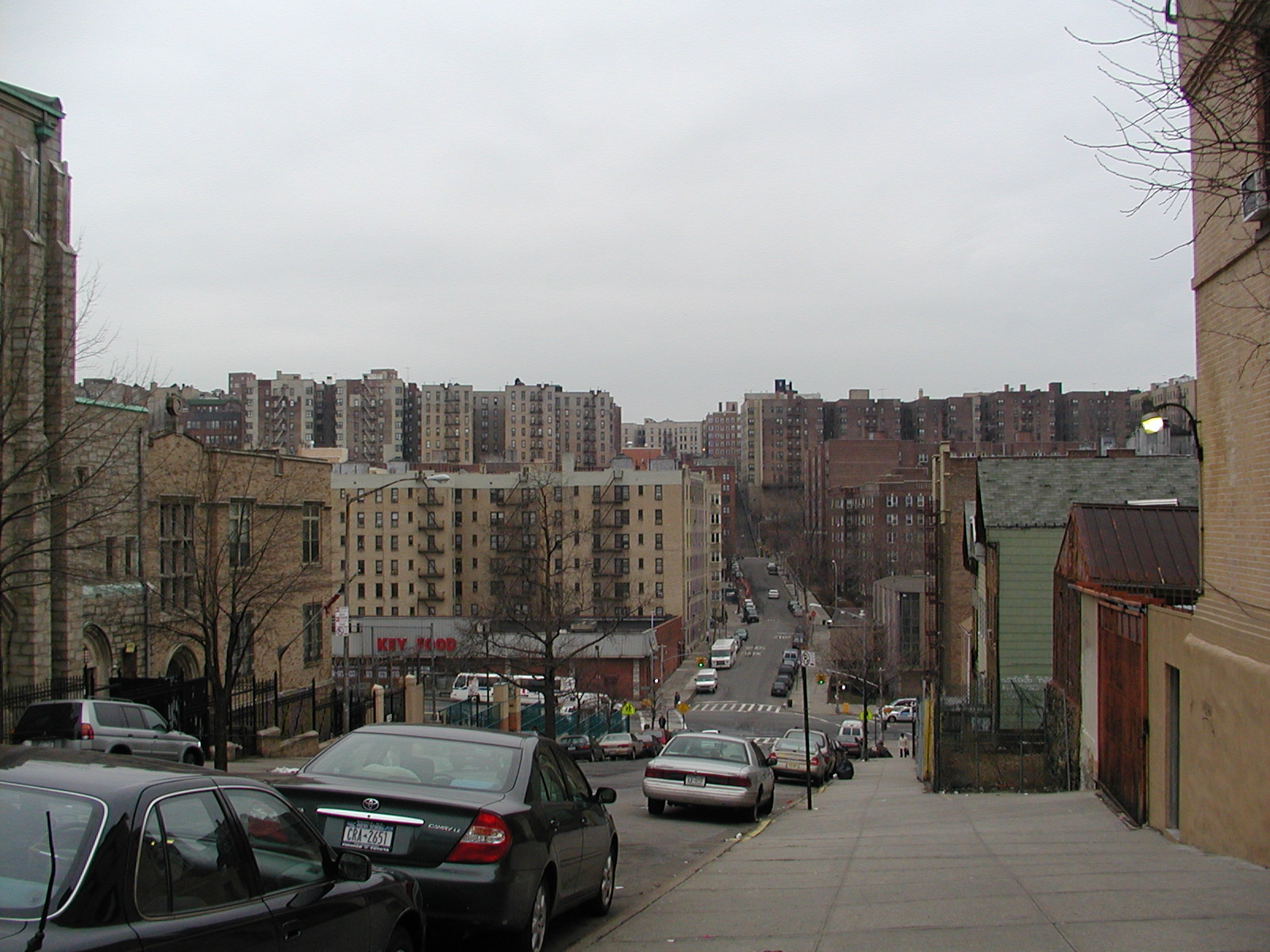
Vista desde el este cruzando Broadway a lo largo de la Calle 187
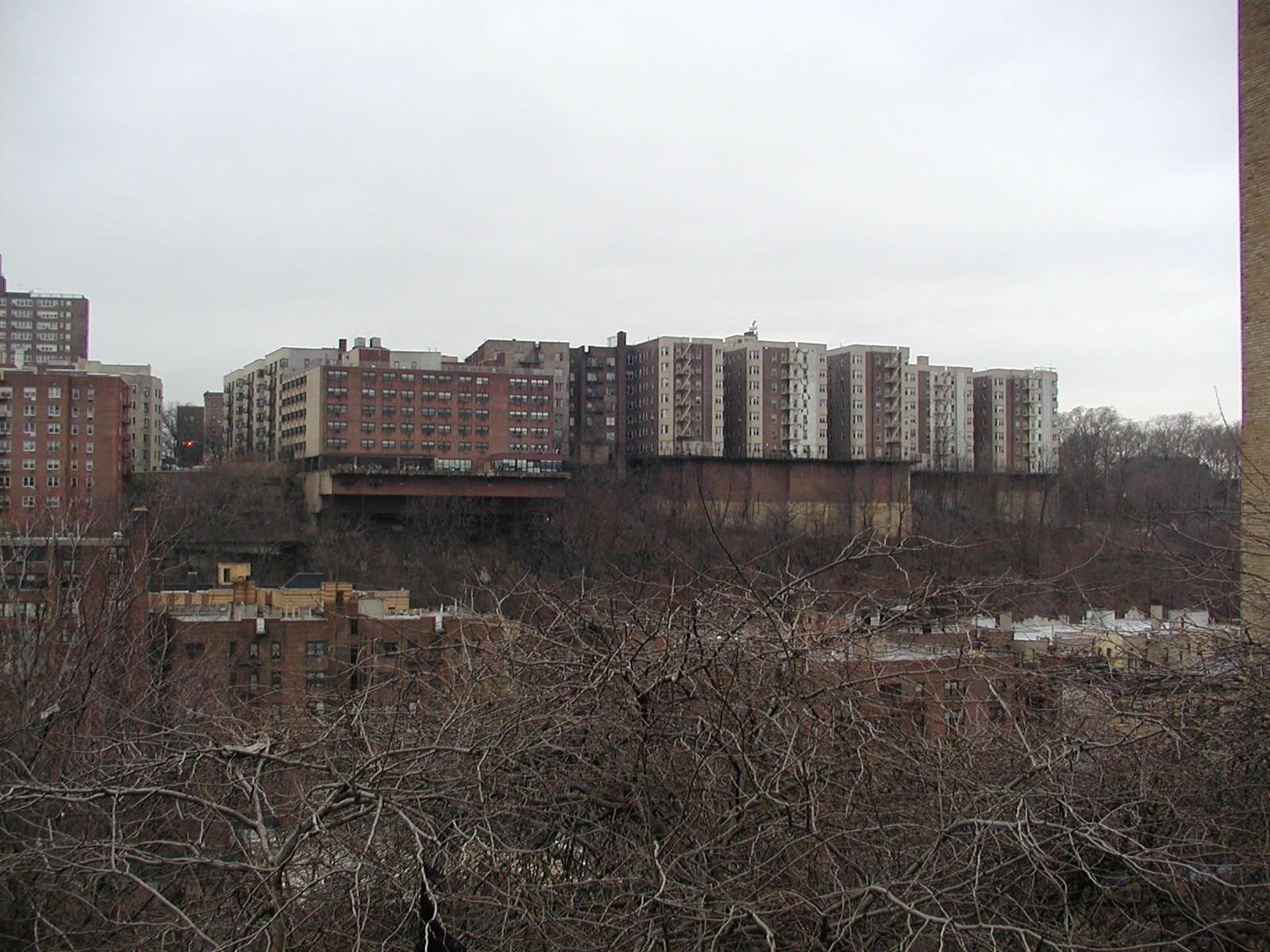
Vista desde el este cruzando Broadway al norte de la Calle 190